# Luigi Paiaro
Luigi Paiaro (Voltabarozza, 8 de setembro de 1934) é um padre italiano e bispo emérito de Nyahururu.
Luigi Paiaro foi ordenado sacerdote em 12 de julho de 1959 e incardinado no clero da diocese de Pádua. 
O Papa João Paulo II nomeou-o Bispo de Nyahururu em 4 de janeiro de 2003. Foi ordenado bispo pelo Arcebispo de Nyeri, Nicodemus Kirima, em 25 de março do mesmo ano; Os co-consagradores foram John Njue, Bispo de Embu, e Antonio Mattiazzo, Arcebispo ad personam de Pádua.
Em 24 de dezembro de 2011, o Papa Bento XVI acatou o pedido de demissão de Luigi Paiaro por motivos de idade.